# Het gaat bergaf
Het gaat bergaf is het 162ste album uit de Belgische stripreeks De avonturen van Urbanus en verscheen in 2014 in albumvorm. Het stripverhaal werd getekend door Willy Linthout en bedacht door hem en Urbanus zelf. Steven de Rie verleende zijn assistentie en Sabine De Meyer deed de inkleuring.

## Verhaal
Terwijl inwoners van Tollembeek zwart-wit worden en citaten van filosofen declameren, krijgt de familie Urbanus te maken met verschillende tegenslagen en deze besluit tekenaar Willy Linthout op te zoeken om te proberen daar verandering in te brengen. 

## Culturele verwijzingen
- Angelina Jolie krijgt een cameo in dit album.
- Citaten in dit album worden toegeschreven aan Fjodor Dostojevski, William Shakespeare, Jon Kabat-Zinn, Aristoteles, Friedrich Nietzsche en Confucius.